# Ceropegia decaisneana
Ceropegia decaisneana ist eine Pflanzenart aus der Unterfamilie der Seidenpflanzengewächse (Asclepiadoideae). Sie kommt in Südindien und Sri Lanka vor.

## Merkmale

### Vegetative Merkmale
Ceropegia decaisneana ist eine ausdauernde, krautige, windende Pflanze mit einer kugeligen Wurzelknolle. Die Triebe sind zumindest an den Blattknoten behaart. Die Blätter sind nur kurz gestielt, 1,9 bis 2,5 cm lang. Die Blattspreiten sind schmal elliptisch, lanzettlich oder eiförmig; sie messen rd. 15 bis 20 cm in der Länge und ca. 2,5 cm in der Breite. Die ist Oberseite spärlich behaart, die Unterseite kahl. Die Basis ist spitz, das Ende ist ebenfalls spitz auslaufend.

### Blütenstand und Blüten
Der gestielte und behaarte, meist hängende Blütenstand ist 3- bis 8-blütig, der Blütenstandsstiel ist rd. 3,2 bis 3,8 cm. Er ist gewöhnlich länger als die ebenfalls behaarten Blütenstiele. Die fünfzähligen, zwittrigen Blüten sind zygomorph und mit einer doppelten Blütenhülle versehen. Die Kelchblätter sind länglich-fadenförmig. Die Blütenkrone ist mit 4 bis 7,7 cm vergleichsweise groß. Im unteren Teil sind die fünf Kronblätter zu einer außen gelegentlich ganz leicht behaarten Kronröhre (Sympetalie) verwachsen. Besonders die Knospen sind leicht behaart. Die Kronröhre ist weißlich grün mit rotbraunen Mustern. Die untere Hälfte ist zum eiförmigen, 20 mm × 15 mm messenden Kronkesse1 aufgebläht. Der Kronkessel geht abrupt in die eigentliche, meist leicht gebogene Kronröhre über, und der Durchmesser verringert sich auf 3 bis 4 mm. An dieser Stelle sitzt innen ein Haarkranz. Zur Blütenmündung hin erweitert sich die Kronröhre wieder auf einen Durchmesser von etwa 15 mm. Die Kronblattzipfel besitzen eine dreieckige Basis und sind mit 2 bis 4 cm im Verhältnis zur Blütenkrone sehr lang. Sie sind schmal linealisch-spatelig, laufen zum äußeren Ende hin spitz aus und sind dort miteinander verwachsen. Sie bilden eine länglich-kegelige, käfigartige Struktur, deren größte Breite an der Basis ist. Die Zipfel sind nahezu komplett entlang der Längsachse nach außen geschlagen; sie sind innen mit Zilien besetzt und dunkel gefärbt, oder auf hellem Grund dunkel geädert. Die Nebenkrone ist ungestielt, basal flach-schalenförmig verwachsen und gelblich-orange gefärbt. Die behaarten Zipfel der interstaminalen, äußeren Nebenkrone sind dreieckig, aufrecht stehend, mittig eingeschnitten und in zwei dreieckige Fortsätze geteilt. Die Zipfel der staminalen, inneren Nebenkrone sind mit 2 bis 3 mm ungefähr doppelt so lang wie die Zipfel der äußeren Nebenkrone. Sie sind linealisch-spatelig geformt, stehen aufrecht und neigen sich nur unvollständig zusammen. Sie sind innen tief purpur gefärbt, außen sind nur die Spitzen purpurfarben.

### Früchte und Samen
Die paarigen Balgfrüchte sind sehr lang und sehr schlank. Zu den Samen liegen keine Angaben vor.

### Ähnliche Arten
Ceropegia decaisneana ist nahe mit Ceropegia metziana verwandt, die allerdings vermutlich keine Wurzelknolle besitzt. Die großen Blüten ähneln den Blüten der madagassischen Ceropegia scabra.

## Geographische Verbreitung und Ökologie
Die Art ist in den südindischen Bundesstaaten Karnataka, Kerala und Tamil Nadu sowie in Sri Lanka verbreitet vor. Sie wächst dort auf etwa 750 bis 1800 m über Meereshöhe.
Die Art soll nach der Beschreibung von Robert Wight im März/April blühen. Dagegen geben Ansari (1984) und Japtap et al. (1999) die Blütezeit mit Oktober bis Dezember an. Die Früchte sind nach diesen Autoren im Dezember/Januar zu finden.

## Taxonomie
Das Taxon wurde 1848 von Robert Wight im vierten Band seiner Icones plantarum Indiae orientalis auf Tafel 1259 erstmals beschrieben. Das Typmaterial stammt aus den Nilgiri-Bergen an der Straße vom Sispara-Pass nach Malabar (Kerala, Indien). 
Nach Ulrich Meve sind die Taxa Ceropegia gracilis Beddome, beschrieben im Jahre 1864 und Ceropegia brevicollis Hook.f., beschrieben 1883, jüngere Synonyme. Herbert Huber schied 1957 noch zwei Varietäten aus, Ceropegia decaisneana var. decaisneana und Ceropegia decaisneana var. brevicollis (Hook.f.) H.Huber, die aber weder von der Plant List noch von der Ceropegia Checklist als gültige Taxa anerkannt werden.

## Belege